# PERT
Program (Project) Evaluation and Review Technique (сокращённо PERT) — метод оценки и анализа проектов, который используется в управлении проектами.
PERT предназначен для очень масштабных, единовременных, сложных, нерутинных проектов. Метод подразумевает наличие неопределённости, давая возможность разработать рабочий график проекта без точного знания деталей и необходимого времени для всех его составляющих.
PERT был разработан главным образом для упрощения планирования на бумаге и составления графиков больших и сложных проектов. Метод в особенности нацелен на анализ времени, которое требуется для выполнения каждой отдельной задачи, а также определение минимального необходимого времени для выполнения всего проекта.
Самой популярной частью PERT является метод критического пути, опирающийся на построение сетевого графика (сетевой диаграммы PERT).

## История
Метод разработан в 1958 году консалтинговой фирмой «Booz Allen Hamilton» совместно с компанией «Локхид» по заказу Подразделения специальных проектов ВМС США в составе Министерства Обороны США для проекта создания ракетной системы «Поларис» (Polaris). Проект «Поларис» был ответом на кризис, наступивший после запуска Советским Союзом первого космического спутника.

## Терминология
- Событие PERT (англ. PERT event) — момент, отмечающий начало или окончание одной или нескольких задач. Событие не имеет длительности и не потребляет ресурсы. В случае, если событие отмечает завершение нескольких задач, оно не «наступает» (не происходит) до того, пока все задачи, приводящие к событию, не будут выполнены.
- Предшествующее событие (англ. predecessor event) — событие, которое предшествует некоторому другому событию непосредственно, без промежуточных событий. Любое событие может иметь несколько предшествующих событий и может быть предшественником для нескольких событий.
- Последующее событие (англ. successor event) — событие, которое следует за некоторым событием непосредственно, без промежуточных событий. Любое событие может иметь несколько последующих событий и может быть последователем нескольких событий.
- Задача PERT (англ. PERT activity) — конкретная работа (задача), которое имеет длительность и требует ресурсов для выполнения. Примерами ресурсов являются исполнители, сырьё, пространство, оборудование, техника и т. д. Невозможно начать выполнение задачи PERT, пока не наступили все предшествующие ей события.
- Оптимистическое время (англ. optimistic time) {\displaystyle t_{o}} — минимальное возможная длительность выполнения задачи в предположении, что всё происходит наилучшим или наиболее удачным образом.
- Пессимистическое время (англ. pessimistic time) {\displaystyle t_{p}} — максимально возможная длительность выполнения задачи в предположении, что всё происходит наихудшим или наименее удачным образом (исключая крупные катастрофы).
- Наиболее вероятное время (англ. most likely time) {\displaystyle t_{m}} — длительность выполнения задачи в предположении, что всё происходит так, как бывает чаще всего (как обычно).
- Ожидаемое время (англ. expected time) {\displaystyle t_{e}} — оценка длительности выполнения задачи на основе оценок оптимистического, пессимистического и наиболее вероятного времени:

{\displaystyle t_{e}={\frac {1}{6}}(t_{o}+4t_{m}+t_{p})}
- Проскальзывание или провисание (англ. float, slack) — мера дополнительного времени и ресурсов, доступных для выполнения работы. Время, на которое выполнение задачи может быть сдвинуто без задержки любых последующих задач (свободное проскальзывание) или всего проекта (общее проскальзывание). Позитивное провисание показывает опережение расписания, негативное провисание показывает отставание, и нулевое провисание показывает соответствие расписанию.
- Критический путь (англ. critical path) — длиннейший маршрут на пути от начального до финального события. Критический путь определяет минимальное время, требуемое для выполнения всего проекта, и, таким образом, любые задержки на критическом пути соответственно задерживают достижение финального события.
- Критическая задача (англ. critical activity) — задача, проскальзывание которой равно нулю. Задача с нулевым проскальзыванием не обязательно должна находиться на критическом пути, но все задачи на критических путях имеют нулевое проскальзывание.
- Быстрый проход (англ. fast tracking) — метод уменьшения общей длительности проекта путём параллельного выполнения задач, которые в обычной ситуации выполнялись бы последовательно, например, проектирование и строительство.

## Сетевые диаграммы PERT

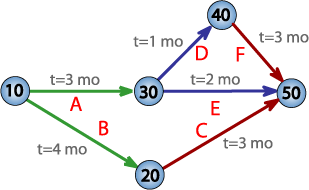
Пример сетевой диаграммы PERT для проекта продолжительностью в семь месяцев с пятью промежуточными точками (от 10 до 50) и шестью деятельностями (от A до F).

Самая известная часть PERT — диаграммы взаимосвязей работ и событий. Предлагает использовать диаграммы-графы с работами на узлах, с работами на стрелках (сетевые графики), а также диаграммы Гантта.
Диаграмма PERT с работами на стрелках представляет собой множество точек-вершин (события) вместе с соединяющими их ориентированными дугами (работы). Всякой дуге, рассматриваемой в качестве какой-то работы из числа нужных для осуществления проекта, приписываются определённые количественные характеристики. Это — объёмы выделяемых на данную работу ресурсов и, соответственно, её ожидаемая продолжительность (длина дуги). Любая вершина интерпретируется как событие завершения работ, представленных дугами, которые входят в неё, и одновременно начала работ, отображаемых дугами, исходящими оттуда. Таким образом, отражается тот факт, что ни к одной из работ нельзя приступить прежде, чем будут выполнены все работы, предшествующие ей согласно технологии реализации проекта. Начало этого процесса — вершина без входящих, а окончание — вершина без исходящих дуг. Остальные вершины должны иметь и те, и другие дуги.
Последовательность дуг, в которой конец каждой предшествующей совпадает с началом последующей, трактуется как путь от отправной вершины к завершающей, а сумма длин таких дуг — как его продолжительность. Обычно начало и конец реализации проекта связаны множеством путей, длины которых различаются. Наибольшая определяет длительность всего этого проекта, минимально возможную при зафиксированных характеристиках дуг графа. Соответствующий путь — критический, то есть именно от продолжительности составляющих его работ зависит общая продолжительность проекта, хотя при изменении продолжительности любых работ проекта критическим может стать и другой путь.